# Быковский, Дмитрий Анатольевич
Дми́трий Анато́льевич Быко́вский (род. 29 января 1969, Фрунзе, Киргизская ССР, СССР) — российский актёр театра и кино, исполнитель песен в стиле «русский шансон».
Наиболее известен по исполнению роли сотрудника полиции Евгения Егоровича Иванова («Джексона») в телесериале «Ментовские войны».

## Биография
Родился 29 января 1969 года в городе Фрунзе Киргизской ССР. Отец — Анатолий Иванович (скончался в 2007 году от меланомы кожи), кузнец. Мать — домохозяйка, родилась в селе Успенка Курской области, затем её большая семья переехала в посёлок городского типа Придонской. У Дмитрия есть двое младших братьев.
Детство провёл в Средней Азии. В городе Фрунзе окончил среднюю общеобразовательную школу, оттуда был призван на службу в Советскую армию и туда же вернулся после неё. Служил с 1987 по 1989 год в Венгерской Народной Республике, в разведывательно-десантной роте отдельного разведывательного батальона. После увольнения в запас работал у отца в кузне, разгружал вагоны, трудился асфальтоукладчиком и сапожником.
После распада СССР семья переехала в Воронеж.
В 1990-х годах перебивался случайными заработками, пел в воронежских ресторанах песни в стиле «русский шансон».
В 1994 году, в возрасте 25 лет, по совету двоюродной сестры, поступил на театральный факультет Воронежской государственной академии искусств (курс В. В. Тополаги), который окончил в 1998 году по специальности «Актёрское искусство».
По окончании академии три года работал в труппе Волгоградского государственного нового экспериментального театра. С сентября 2000 года один год работал в Липецком драматическом театре.
С 2001 года параллельно с работой в театре снимается в художественных фильмах и телесериалах.
В 2003 году, по приглашению театрального режиссёра Натальи Леоновой, перебрался в Санкт-Петербург, где после прохождения проб был утверждён кинорежиссёром Владимиром Зайкиным на одну из главных ролей в телесериале «Чисто по жизни», и его актёрская карьера пошла в гору.
Спустя полгода был отобран художественным руководителем Кириллом Лавровым из пятидесяти претендентов и принят в труппу Большого драматического театра имени Г. А. Товстоногова, в котором прослужил 10 лет. Затем перешёл в Театр на Васильевском.
В 2014 году награждён орденом общественного признания «Честь и мужество».

### Личная жизнь
Первая жена — врач-стоматолог. Поженились в 1989 году, но вскоре развелись. После развода бывшая жена уехала работать в США и забрала дочь с собой, где они и живут по сей день. Дочь — Вероника (род. 1989). Живёт с матерью в США, занимается бизнесом.
Вторая жена — Анна Быковская, солистка Липецкой государственной филармонии. Сын — Ярослав (род. 1997), учится в Воронеже в военном училище.
Третья жена (незарегистрированный брак) — Мадина Ворначёва. В 2008 году, вскоре после рождения общего сына Назара, пара распалась. Это повлекло за собой длительные судебные тяжбы. Сын — Назар (род. 2008), увлекается хоккеем.
Четвёртая жена — Наталья, подполковник полиции. Дмитрий и Наталья вступили в законный брак в 2013 году, а до этого четыре года жили вместе неофициально. Дочь — Аксиния (род. 2013).

## Творчество

### Роли в театре

#### Большой драматический театр имени Г. А. Товстоногова
- 2003 — «Борис Годунов» по одноимённой трагедии А. С. Пушкина (постановка — Темур Чхеидзе; премьера — 27 марта 1999 года) — народ
- 2004 — «Мотылёк» по одноимённой пьесе Петра Гладилина (постановка — Н. Н. Пинигин; премьера — 8 мая 2004 года) — капитан Багаев
- 2005 — «Весёлый солдат» по пьесе Нины Садур по одноимённой повести Виктора Астафьева (постановка — Геннадий Тростянецкий; премьера — 29 апреля 2005 года) — лейтенант Щусь, командир
- 2006 — «Власть тьмы» по одноимённой пьесе Л. Н. Толстого (постановка — Темур Чхеидзе; премьера — 4 ноября 2006 года) — Никита, работник Петра и его жены Анисьи, щёголь
- 2007 — «Ночь перед Рождеством» по одноимённой повести Н. В. Гоголя (постановка — Н. Н. Пинигин; премьера — 12 октября 2007 года) — Вакула, кузнец
- 2009 — «Дон Карлос, инфант испанский» по одноимённой драматической поэме Фридриха Шиллера (постановка — Темур Чхеидзе; премьера — 29 марта 2009 года) — герцог Альба де Толедо

### Фильмография

#### Роли в кино
- 2002 — Начальник каруселей —   (в титрах — Дмитрий Ромашов)
- 2002 — Тайны следствия 2 (фильм № 6 «Чёрный бог») — Станислав Михайлович Голиков, бывший военный
- 2002—2003 — Недлинные истории (новелла «Русские соболя») — «малыш Брэдди»
- 2003 — Чисто по жизни — Вован, телохранитель Сергея Прохоровича (в титрах — Дмитрий Ромашов)
- 2003 — Агент национальной безопасности 4 (серии № 45-46 «Тигры не знают страха») — Кирилл, бандит
- 2003 — Убойная сила 5 (фильм № 4 «Чёртово колесо») — Валера, охранник ночного клуба, торговец наркотиками
- 2003 — Улицы разбитых фонарей. Менты-5 (серия № 16 «Крайние обстоятельства») — «Слон», сообщник «Ворона»
- 2004 — Агентство НЛС 2 (серии № 13-14) — Ирбис, бандит
- 2004 — Близнецы (фильм № 1 «Восточное наследство») — эпизод
- 2004 — Конвой PQ-17 (серия № 4) — Форстер
- 2004 — Новые приключения Ниро Вульфа и Арчи Гудвина (фильм № 2 «Последняя воля Марко») — Лео
- 2004 — Опера. Хроники убойного отдела (фильм № 7 «Опасный свидетель») — «Крюк»
- 2004—2016 — Ментовские войны (1-й—10-й сезоны) — Евгений Егорович Иванов («Джексон»), капитан милиции / майор / подполковник полиции[4]
- 2005 — Большая прогулка — Илья
- 2005 — Фаворский — «Громила»
- 2006 — Жизнь и смерть Лёньки Пантелеева — «Серый»
- 2006 — Прииск — Сафрон
- 2006 — Простые вещи — менеджер[5]
- 2006 — Синдикат — эпизод
- 2007 — Агитбригада «Бей врага!» — мужик с топором, старовер
- 2007 — Последнее путешествие Синдбада — Эльдар Константинович Сухов
- 2008 — Александр. Невская битва — рыцарь Биргер Магнуссон, зять короля Эрика XI
- 2008 — Безымянная — одна женщина в Берлине — советский солдат, сибиряк
- 2008 — Боец 2. Рождение легенды — «Бункер»
- 2008 — Гаишники (Россия, Украина; фильм № 6 «Три желания») — Николай, бандит
- 2008 — Литейный, 4 (2-й сезон, серия № 1 «Справедливость») — Батурин
- 2009 — Возвращение Синдбада — Эльдар Константинович Сухов
- 2009 — Любовь под грифом «Совершенно секретно» 2 — Николай Гавриилович Макеев
- 2009 — Русский дубль (серия № 4 «Дело пожарника») — Пётр Шаров
- 2009 — Я — санитар № 1
- 2010 — Счастливый конец — прапорщик милиции
- 2010 — Военная разведка. Западный фронт — Илья Муромцев
- 2010 — Гончие 3 (фильм № 3 «Полёт бумеранга») — Эдуард Петрович Базаров
- 2010 — Десант есть десант — Платонов («Плаха»)
- 2010 — Застывшие депеши — Давид, киллер
- 2010 — Край — эпизод
- 2010 — Отставник 2 — «Кэмэл», охранник Бекетова
- 2010 — Счастье моё (Германия, Нидерланды, Украина) — капитан ДПС
- 2011 — Беглец — Сергей Михайлович Петров, следователь прокуратуры
- 2012 — Хмуров — «Кувалда»
- 2012 — Белый тигр — Михаил Ефремович Смирнов, генерал-полковник, командарм (прототип — Катуков Михаил Ефимович)
- 2012 — ППС 2 (серии № 7, 8, 13) — Вадим Самара
- 2012 — Страховщики — Никита Иванович Поляков, сотрудник отдела расследований при крупной страховой компании
- 2012 — Просто Джексон — Евгений Егорович Иванов («Джексон»), оперуполномоченный, майор полиции
- 2012 — Снайперы: Любовь под прицелом — Жданович, подполковник «Смерш»
- 2012 — В тумане — Ярошевич
- 2013 — Братья по обмену — Евгений Лобачевский («Лобан»), осуждённый
- 2013 — Департамент — Станислав Данилович Кныш
- 2013 — 7 главных желаний (Россия, Украина) — похититель
- 2013 — Бомбила. Продолжение — Павел Валентинович Бурлачков, телохранитель Нефёдова
- 2013 — Кома — Владимир Семаго, участковый
- 2013 — Морские дьяволы. Смерч — «Медведь»
- 2013 — Средний род, единственное число — Виталик, водитель Брагина
- 2014 — Бывших не бывает — Александр Тарасов
- 2014 — Чужой среди своих — Николай Георгиевич Нечаев, отец Сергея
- 2014 — Левиафан — Ткачук, начальник полиции
- 2014 — След тигра — Черкасов
- 2014 — Братья по обмену 2 — Евгений Лобачевский («Лобан»)
- 2014 — Крёстный — Сергей Сергеевич («Боцман»), массажист
- 2014 — Улицы разбитых фонарей. Менты-14 (серия № 7 «Фамильные ценности») — Енотов, крупный бизнесмен с криминальным прошлым
- 2014 — Инквизитор (серия № 5) — пьяный рыбак в тельняшке, затеявший драку в ресторане «Трезубец» (эпизод, нет в титрах)
- 2014 — Такая работа (серия № 13 «Противостояние») — Илья Коренев
- 2015 — Молодая гвардия — Соликовский, полицай, начальник краснодонской полиции
- 2015 — Великая — Михаил Васильевич Ломоносов
- 2015 — Истребители. Последний бой — Макаров, генерал-лейтенант, командующий Воздушной армией[6]
- 2015 — Пансионат «Сказка», или Чудеса включены — Георгий Губин
- 2015 — Чудны дела твои, Господи! — Модест Петрович
- 2015 — Тихий Дон — дюжий вахмистр
- 2016 — Простая история — Игорев, командир
- 2016 — Будь моим продюсером —
- 2017 — Гоголь. Начало — Солопий Черевик, отец Параськи
- 2017 — Физрук (4-й сезон) — Роман Георгиевич Горыжников, заместитель мэра Железногорска, местный «авторитет»
- 2017 — Троцкий — Сергей Саввич
- 2017 — Кроткая — пассажир
- 2018 — Канцелярская крыса — Мстислав Боровой
- 2018 — Реализация — «Кумыс», бандит
- 2018 — Мажор-3 — глава управы
- 2019 — Лихач — «Травматолог», байкер
- 2019 — Гоголь — Солопий Черевик, отец Параськи
- 2019 — Обгоняя время — Борис Евстафьевич Бутома, министр судостроительной промышленности СССР
- 2020 — Проект «Анна Николаевна» — Сыров, сыродел
- 2020 — Зоя — Семён Свиридов
- 2021 — Алиби — Денис Марков
- 2022 — Кунгур — Паша Стадион, криминальный авторитет
- 2023 — Кафе «Куба» — олигарх «Баскервиль» Кондратьев Дмитрий Олегович
- 2024 — Противостояние — Загибалов

#### Озвучивание
- 2010 — Три богатыря и Шамаханская царица (анимационный) — Илья Муромец
- 2011 — Джок — посевщик
- 2012 — Три богатыря на дальних берегах (анимационный) — Илья Муромец
- 2014 — Три богатыря. Ход конём (анимационный) — Илья Муромец
- 2016 — Три богатыря и морской царь (анимационный) — Илья Муромец
- 2017 — Урфин Джюс и его деревянные солдаты (анимационный) — саблезубые тигры-близнецы
- 2017 — Три богатыря и принцесса Египта (анимационный) — Илья Муромец
- 2018 — Три богатыря и наследница престола (анимационный) — Илья Муромец
- 2019 — Урфин Джюс возвращается (анимационный) — Саблезубые тигры (некоторые фразы)
- 2020 — Конь Юлий и большие скачки (анимационный) — Илья Муромец
- 2021 — Три богатыря и Конь на троне (анимационный) — Илья Муромец
- 2023 — Три богатыря и Пуп Земли (анимационный) — Илья Муромец
- 2024 — Три богатыря. Ни дня без подвига — Илья Муромец

### Роли в видеоклипах
- 2004 — клип группы «Любэ» на песню «По высокой траве» — террорист в самолёте

### Музыка
Дмитрий Быковский занимается музыкой в стиле «русский шансон».
В 2002—2007 годах являлся участником воронежской группы «Пятилетка», где исполнял песни исключительно блатной тематики в качестве солиста в стиле криминального шансона. В составе коллектива принял участие в выпуске четырёх альбомов. Выступал под именем «Дмитрий Быков».